# Principato di Halyč
Il principato di Halyč (in ucraino: Галицьке князівство, trasl. Halytsʹke knyazivstvo; in slavo orientale antico: Галицкоє кънѧжьство, trasl. Galitskoê k"niazh'stvo; in rumeno: Cnezatul Halici), anche noto come Principato di Galizia o Principato dei Rus' Aliciani, fu un'entità territoriale medievale slava e una delle principali regioni nell'orbita del Rus' di Kiev. Ad amministrarla furono i discendenti di Jaroslav I di Kiev. Una peculiarità del principato di Galizia è stata l'importanza della nobiltà e dei cittadini nella vita politica, la cui volontà era la condizione principale per il governo principesco. Halyč come capitale è menzionata intorno al 1124 come residenza di Ivan Vasylkovič, nipote di Rostislav di Tmutarakan. Secondo Mychajlo Hruševs'kyj il regno di Galizia passò in mano a Rostyslav dopo la morte di suo padre Vladimiro II di Novgorod, venendo tuttavia successivamente bandito da suo zio a Tmutarakan'. Il regno toccò poi a Jaropolk Izjaslavič, figlio del Gran Principe al potere di Kiev Izjaslav I.

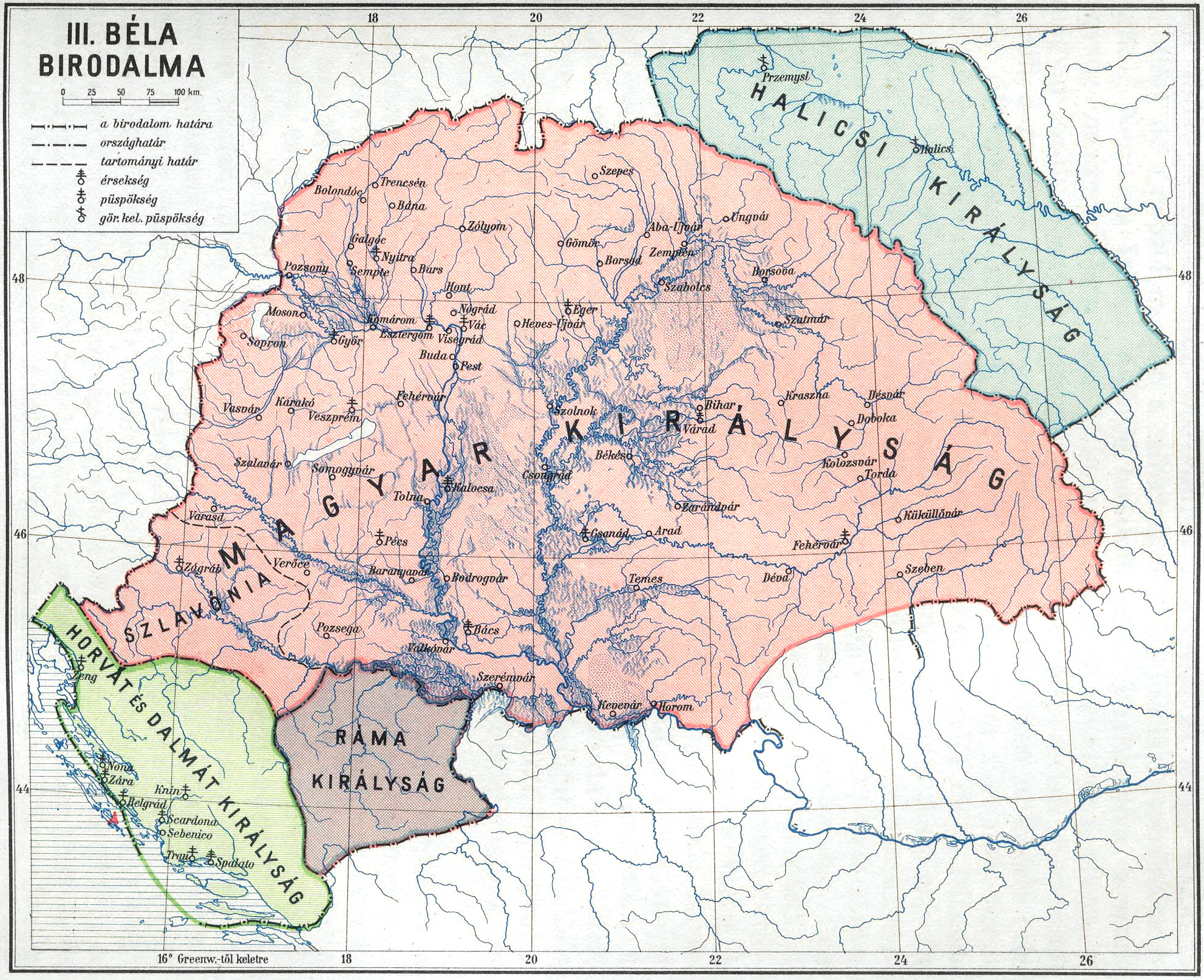
Il Principato di Galizia e il Regno d'Ungheria all'epoca di Béla III d'Ungheria (al potere dal 1172 al 1196)

## Contesto storico
Le prime tribù slave di cui si ha conoscenza che si stabilirono nelle regioni della Rutenia Rossa furono i lendiani (lędzianie) e i dulebi. Nel 907, i croati bianchi e i dulebi furono coinvolti nella campagna militare contro Costantinopoli guidata dal principe della Rus' Oleg di Novgorod. Questa è la prima prova significativa dell'affiliazione politica delle tribù native. Secondo Nestore di Pečers'k, alcune roccaforti nella parte occidentale della Rutenia Rossa furono conquistate da Vladimiro I di Kiev, detto il Grande, nel 981 e nel 992 o 993 Vladimir condusse una campagna militare contro i lendiani. In quel periodo fu posta la prima pietra della città di Volodymyr, divenuta in breve tempo il principale centro del potere politico nella regione. Durante l'XI secolo gli insediamenti sul confine occidentale, tra cui Przemyśl, furono assimilati per due volte dal Regno di Polonia (1018-1031 e 1069-1080). Nel frattempo, Jaroslav il Saggio stabilì un "punto fermo" nella regione fondando Jarosław.
In quanto parte del territorio della Rus' di Kiev, l'area fu in seguito incorporata nel Principato di Volodymyr. Intorno al 1085, con l'aiuto del Gran Principe di Kiev Vsevolod di Kiev, si insediarono i tre fratelli Rostystlavič, figli di Rostislav Vladimirovič (di Tmutarakan). Le loro terre furono organizzate in tre principati minori: Przemyśl, Zvenihorod e Terebovlja. Nel 1097 il Principato di Terebovlja divenne un posto sicuro grazie all'intervento del Consiglio di Ljubeč dopo diversi anni di guerra civile tra Vasylko Rostyslavyč e i locali. Nel 1124 il Principato di Galizia venne ceduto come principato minore a Ihor' Vasyl'kovič da suo padre Vasyl'ko, principe di Terebovlja. Tramite tale operazione, Halyč si separò dal più grande Principato di Terebovlia.

## Unificazione
I fratelli Rostislavič riuscirono non solo a separarsi politicamente da Volodymyr, ma anche a difendersi dai nemici esterni. Nel 1099, nella battaglia di Rožne, i galiziani sconfissero l'esercito del Gran principe Svjatopolk II di Kiev e più tardi l'esercito del re ungherese Colomanno d'Ungheria giunto fino a Przemysl.

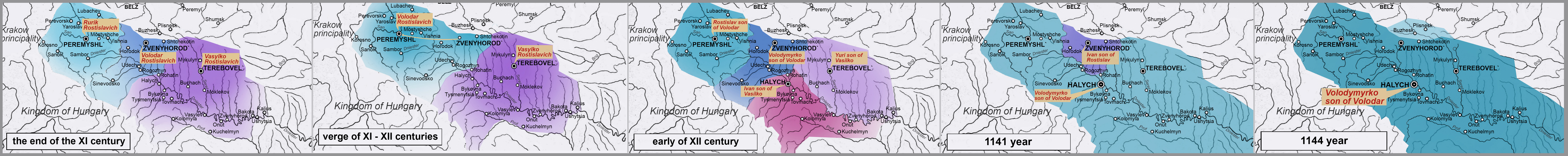
Formazione del Principato di Galizia tra la fine dell'XI e l'inizio del XII secolo

Queste due importanti vittorie generarono quasi un secolo di sviluppo relativamente pacifico nel Principato di Galizia. I quattro figli dei Fratelli Rostystlavič divisero l'area in quattro parti, i cui centri principali divennero Przemyšl (finita in mano a Rostislav), Zvenihorod (Vladimirko), Halyč e Terebovlja (Ivan e Jurij). Dopo la morte di tre di loro, Vladimirko prese possesso di Przemyśl e di Halyč e cedette Zvenihorod a Ivan, figlio del fratello maggiore Rostyslav. Nel 1141 Vladimirko trasferì la sua residenza da Przemyśl a Halyč, geograficamente posizionata in un luogo migliore, dando alla luce un Principato unito. Nel 1145 i cittadini di Halyč, approfittando dell'assenza di Vladimirko, chiesero ad Ivan di acquisire il potere su Ivan di Zvenihorod. Dopo la sconfitta di Ivan sotto le mura di Halyč, pure il Principato di Zvenihorod fu incorporato alle terre galiziane.

## Governo di Jaroslav Osmomysl

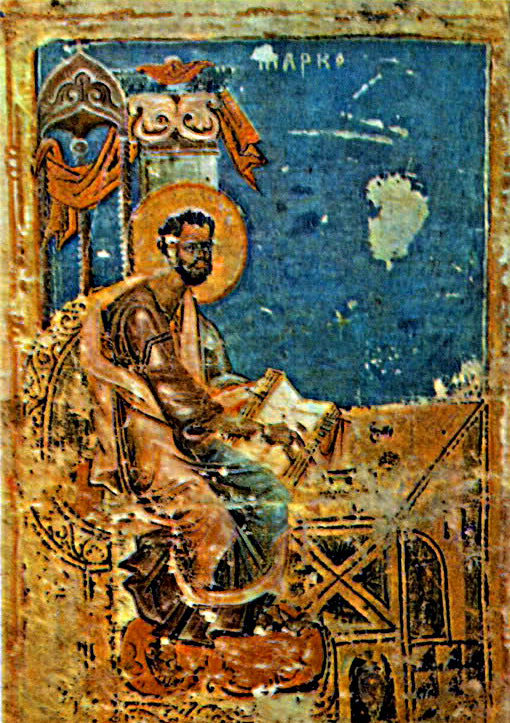
Miniatura di San Marco in un Vangelo del XII secolo rinvenuto ad Halyč

Vladimirko perseguì una politica di equilibrio con i vicini. Riuscì a rafforzare il potere del principato, attaccò alcuni insediamenti facenti capo al Gran Principe di Kiev e riuscì a mantenerli nonostante le mire di due potenti sovrani Izjaslav II di Kiev e Géza II d'Ungheria. Suggellò un'alleanza con il Principato di Vladimir-Suzdal' facendo sposare suo figlio Jaroslav con Ol'ga, figlia di Jurij Dolgorukij.
Nel 1152, quando morì Vladimirko, il trono della Galizia finì in mano al suo unico figlio Jaroslav Osmomysl. Jaroslav inaugurò il suo regno con la Battaglia sul fiume Siret nel 1153 con il gran principe Izjaslav: le perdite galiziane furono notevoli, ma Izjaslav dovette ritirarsi e si spense poco dopo. Essendosi dissolto il pericolo proveniente dall'est, Jaroslav, ricorrendo alla diplomazia, raggiunse la pace con gli altri vicini - Ungheria e Polonia. Qualche anno più tardi, grazie ad alcune trattative Jaroslav neutralizzò il suo unico rivale: Ivan, il discendente più anziano dei fratelli Rostislavič, vecchio principe di Zvenihorod.
Questi successi diplomatici permisero a Jaroslav di concentrarsi sullo sviluppo interno del Principato, ovvero soprattutto la costruzione di nuovi edifici nella capitale e in altre città, l'arricchimento dei monasteri, nonché il rafforzamento del suo potere sul territorio nei pressi della foce del Dnestr, del Prut e del Danubio. Durante questo periodo (intorno al 1157) terminò ad Halyč la costruzione della Cattedrale dell'Assunzione, il secondo luogo di culto più grande dell'antica Rus' dopo la Cattedrale di Santa Sofia a Kiev. La città stessa divenne un grande agglomerato le cui dimensioni erano di circa 11x8,5 km. Si stima che il 90% della popolazione che viveva nei confini della moderna Ucraina vivesse in Galizia-Volinia. Nonostante la forte posizione nello scenario europeo, Jaroslav non poteva agire ignorando i cittadini di Halyč, i quali doveva talvolta prendere in considerazione anche su questioni inerenti alla sua vita personale e familiare.

## "La libertà sui prìncipi"

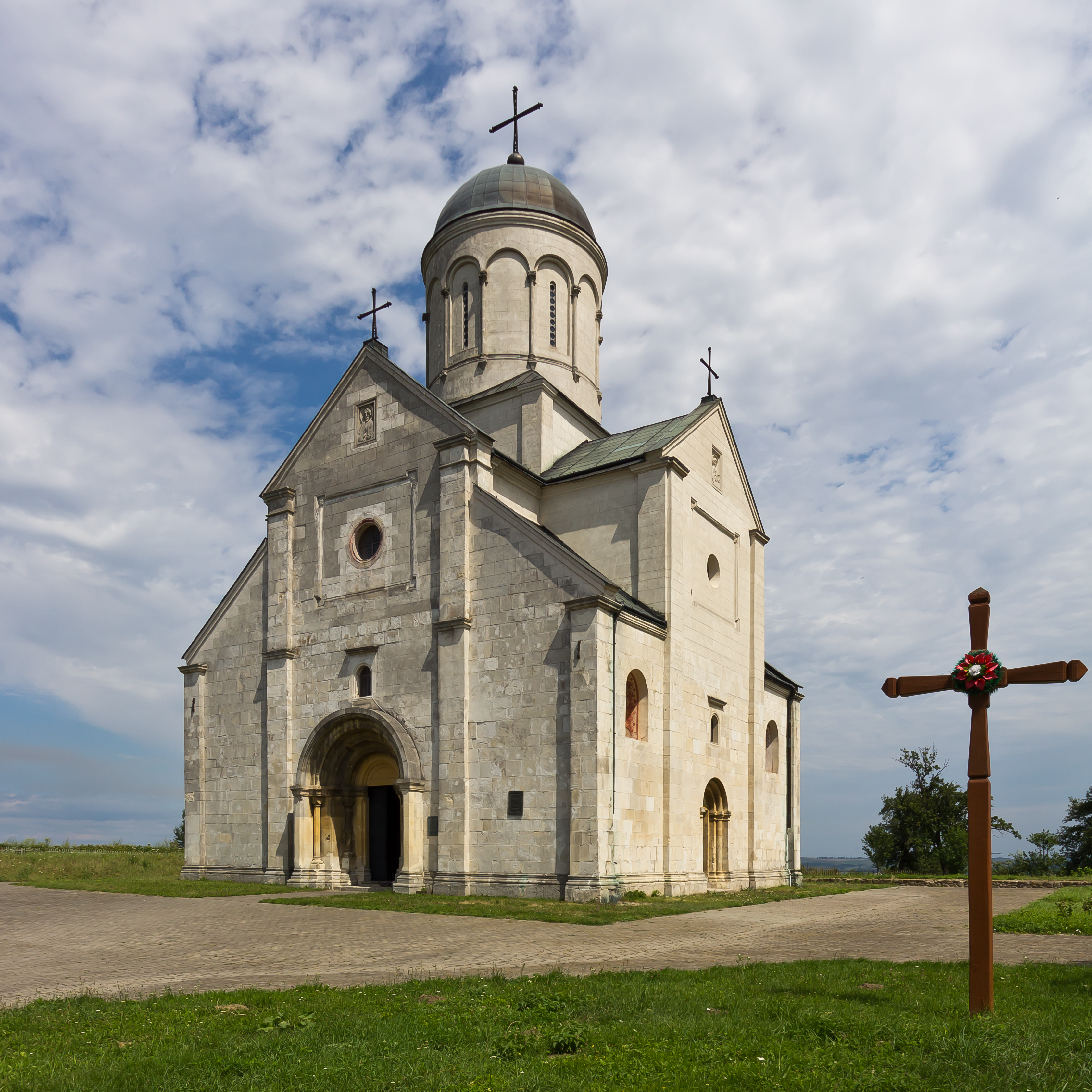
Chiesa di San Pantaleone ad Halyč della fine del XII secolo

Una caratteristica significativa nella vita politica del Principato fu il ruolo decisivo dei boiardi e dei cittadini. Gli abitanti della Galizia applicarono il criterio della "libertà sui prìncipi", essendo loro concessa la facoltà di invitare ed espellere i principi influenzando così inevitabilmente le loro attività. Contrariamente alla volontà di Jaroslav Osmomysl che lasciò il trono al figlio minore Oleg, i galiziani invitarono suo fratello Vladimiro II Jaroslavič, ed essendo dopo entrati in conflitto con lui, Romano Mstislavič, principe di Volodymyr. Tuttavia quasi immediatamente Romano fu sostituito da Andrea II d'Ungheria, figlio del re ungherese Béla III. A motivare questa scelta fu la garanzia di una completa libertà di governo ad opera di Béla e Andrea per i galiziani. Questo sistema esecutivo può essere considerato la prima esperienza di autogoverno diretto da nobili e cittadini. Tuttavia, l'assunzione di un comportamento contrario alle promesse della compagine ungherese e i tentativi della stessa di convertire la popolazione al cattolicesimo portarono a un nuovo cambiamento e il trono fu restituito a Vladimiro II, che governò fino all'anno 1199.

## Autocrazia di Romano Mstislavič e unificazione con la Volinia
Dopo la morte di Vladimiro II nel 1199, ultimo discendente dei fratelli Rostislavič fondatori del Principato, I galiziani avviarono i negoziati con i figli di sua sorella (figlia di Jaroslav Osmomysl) e il leggendario knjaz Igor' Svjatoslavič (l'eroe principale del canto della schiera di Igor') per trovare il successore. Tuttavia, il principe di Volodymyr Romano con l'aiuto di Leszek il Bianco riuscì a sottomettere Halyč nonostante una forte resistenza dei residenti. Nei successivi sei anni perdurò un periodo di repressione continua contro la nobiltà e i cittadini attivi, nonché una significativa espansione territoriale e politica che trasformò Halyč nel centro principale di tutta la Rus'. Il Principato di Volinia fu unito a quello di Galizia e lo stato maggiore del nuovo Regno non si spostò da Halyč. Un'ulteriore guerra che andò a buon esito con i fratelli Igoverič, i quali miravano al trono galiziano, permise a Romano il Grande di stabilire il suo controllo su Kiev e di collocare lì i suoi fedelissimo, uno dei quali con il consenso di Vsevolod dal grande nido. Sconfitti anche i cumani e, probabilmente, i lituani, Romano il Grande raggiunse l'apice del suo potere tanto da venir definito nel codice Ipaziano come "Zar e Autocrate di tutti i Rus'". Dopo la morte di Romano nel 1205, la sua vedova per preservare il potere in Galizia chiese aiuto il re ungherese Andrea, il quale le inviò una guarnigione militare. Tuttavia, già l'anno seguente i galiziani invitarono di nuovo Vladimiro III Igorevič, nipote di Jaroslav Osmomysl. La vedova di Romano, assieme ai suoi figli, fu costretta a scappare dalla capitale.

## Evoluzione del rapporto con cittadini e boiardi

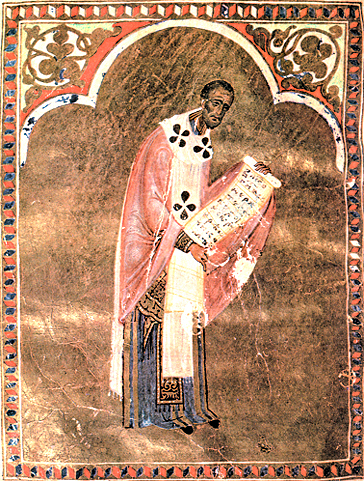
Miniatura di Giovanni Crisostomo, Messale di Przemyśl dell'inizio del XIII secolo

Vladimiro III governò la Galizia solo per due anni. A seguito di lotte scoppiate con suo fratello Romano II, fu espulso e venne assegnato a quest'ultimo il trono. Ben presto Romano fu sostituito da Rostislav II di Kiev. Quando Romano II riuscì a rovesciare Rostislav, i galiziani chiesero aiuto al re ungherese che mandò nella regione il Palatino Benedetto. Mentre Benedetto rimase ad Halyč, i cittadini chiamarono a comandare il principe Mstislav il Muto di Peresopnycja, rimandato presto a casa senza ripensamento. Nel tentativo di sbarazzarsi del seguito di Benedetto, vennero di nuovo invitati i fratelli Igorevič: Vladimiro III e Romano II espulsero Benedetto e ripristinarono il loro dominio sul Principato. Vladimiro III si stabilì ad Halyč, Romano II a Zvenihorod e l'altro fratello Svjatoslav a Przemyśl. I tentativi dei fratelli Igorevič di governare in maniera autonomia scatenarono un conflitto con i galiziani: sebbene molti tra questi ultimi morirono, i fratelli Igorevič ne uscirono sconfitti e furono giustiziati. Sul trono fu fatto sedere un giovane figlio di Romano il Grande, Danilo di Galizia. Dopo che sua madre provò a concentrare il potere nelle sue mani in qualità di reggente, essi furono banditi dalla città, e per regnare si invocò ancora Mstislav il Muto, fuggito poco dopo poiché non se la sentì di affrontare le truppe ungheresi a cui era stato chiesto ausilio dalla madre di Danilo. Essendo fallita la campagna del re ungherese, la comunità locale compì un passo unico nella storia della Rus' e pose a capo del Principato intorno al 1213 uno dei boiardi galiziani, Volodyslav Kormyl'čyč. L'episodio può essere considerato il picco dell'autogestione dei cittadini-nobili nella regione.
La nomina di Volodyslav causò l'aggressione degli stati vicini e la Galizia non riuscì a sopraffarli. Nel 1214 il re ungherese Andrea e il principe polacco Leszek firmarono un accordo sulla spartizione del dominio galiziano. La sezione occidentale passò alla Polonia e il resto all'Ungheria. Il Palatino Benedetto tornò ad Halyč e il figlio del re ungherese Andrea, Colomanno, ricevette la corona dal Papa e il titolo di "Re di Galizia". Tuttavia, il conflitto religioso nato con la popolazione locale e la cattura da parte del territorio ungherese ad opera della Polonia, portarono all'espulsione nel 1215 di tutte le forze straniere e all'elevazione del principe Mstislav Mstislavič di Novgorod. Durante il suo mandato, il potere fu concentrato totalmente nelle mani della nobiltà ed egli non aveva il comando nemmeno dell'esercito galiziano. Nonostante fosse di fatto un fantoccio, pure Mstislav non risultò gradito ai galiziani, che gradualmente iniziarono a nutrire simpatie per il principe Andrea. Nel 1227 Mstislav permise a sua figlia di sposare Andrea e affidò loro il governo della Galizia. Questi divenne per molto tempo il preferito in Galizia grazie al suo approccio attento ai diritti della nobiltà. Tuttavia, nel 1233 alcuni galiziani approcciarono Danilo. In seguito all'assedio e alla morte di Andrea, Danilo si impadronì brevemente della capitale e la lasciò perché non riscontrò il sostegno della maggioranza dei cittadini. Nel 1235, su invito dei galiziani, giunsero nella capitale Michele I di Černihiv e suo figlio Rostislav (sua madre era figlia di Romano il Grande e sorella di Danilo). Durante l'invasione mongola, la Galizia finì in mano a Danilo, ma non si è certi di quando accadde precisamente, poiché in quel momento storico le fonti coeve menzionano l'ascensione al trono di un nobile locale di nome Dobroslav Suddyč.

## Danilo di Galizia e invasione mongola
Nel 1240 nella storia del Principato di Galizia si verificarono importanti cambiamenti. Nel 1241, esso fu catturato dall'armata mongola. Nel 1245 Danilo vinse una battaglia decisiva contro l'esercito ungherese-polacco del suo avversario Rostislav e unì una seconda volta la Galizia con la Volinia. Dopo la vittoria stabilì la sua residenza a Chełm nella parte occidentale della Volinia e ricevette la corona da Papa Innocenzo IV nel 1253. Dopo la visita di Danilo a Batu Khan, iniziò a pagare un tributo all'Orda d'Oro, essendosi dichiarato disponibile a divenire uno stato vassallo. Tutti questi fattori portarono all'inizio del declino culturale, economico e politico della Galizia.

## Nuova e ultima ascesa e declino
Già al tempo di Danilo, la Galizia si rivolse al figlio maggiore Lev I: dopo la morte del padre, questi assunse gradualmente il potere in tutte le aree della Volinia. Nella seconda metà del XIII secolo, rese centrale Leopoli - un nuovo insediamento politico-amministrativo, fondato vicino a Zvenihorod al confine con la Volinia. Verso il 1300, Lev, in breve tempo, ottenne il potere su Kiev, rimanendo comunque dipendente dall'Orda d'Oro. Dopo la sua morte, la capitale del Regno di Galizia-Volinia ridivenne Volodymyr. In epoca successiva, i nobili riacquistarono gradualmente il potere e, dal 1341 al 1349, nominarono un loro pari Dmytro Dedko: de iure, a comandare vi era Liubartas. Alla morte di Dedko nel 1349, il re polacco Casimiro III il Grande marciò su Leopoli, in virtù di una manovra eseguita a scapito dell'Orda d'Oro e del regno ungherese. Il risultato fu la fine dell'indipendenza politica della Galizia e la sua annessione alla corona polacca.

## Eventi successivi
Nel 1387, tutte le terre del Principato di Galizia furono incluse nei possedimenti della regina polacca Jadwiga, e successivamente nel 1434 si trasformarono nel Voivodato di Rutenia. Nel 1772, la Galizia divenne parte dell'Impero austriaco come unità amministrativa denominata "Regno di Galizia e Lodomiria": il capoluogo divenne Leopoli.

## Rapporti con l'Impero bizantino
Il Principato di Galizia aveva stretti legami con l'Impero bizantino, essendo più vicino di qualsiasi altro principato della Rus' di Kiev. Stando ad alcuni documenti, la figlia di Volodar di Przemyśl, Irina (grecizzato in Irene), si sposò nel 1104 con Isacco, terzo figlio dell'imperatore bizantino Alessio I Comneno. Suo figlio, il futuro imperatore Andronico I Comneno, visse per un certo periodo a Halyč e governò da diverse città del principato negli anni 1164-65. Come riferisce Tolomeo da Lucca, l'imperatore bizantino Alessio III fuggì ad Halyč dopo la cattura di Costantinopoli da parte dei crociati nel 1204. Il Principato di Galizia e l'Impero bizantino divennero alleati di lunga data nella lotta contro i cumani.

## Principi di Galizia
| Principi di Galizia (ricostruzione di М. Hruševskij) | Principi di Galizia (ricostruzione di М. Hruševskij) | Principi di Galizia (ricostruzione di М. Hruševskij)                                             |
| Principe                                             | Anni                                                 | Generalità                                                                                       |
| ---------------------------------------------------- | ---------------------------------------------------- | ------------------------------------------------------------------------------------------------ |
| Ivan Vasyl'kovič                                     | 1124–1141                                            | figlio di Vasilko Rostislavič di Terebovel' (non menzionato dall'elenco di Hruševskij)           |
| Volodymyrko Volodarovič                              | 1141–1144                                            | figlio del principe di Przemyśl Volodar Rostislavič                                              |
| Ivan Rostislavič Berladnik                           | 1144                                                 | figlio del principe di Przemyśl Rostislav Volodarovič (non menzionato dall'elenco di Hruševskij) |
| Volodymyrko Volodarovič                              | 1144–1153                                            | secondo principato                                                                               |
| Jaroslav Osmomysl                                    | 1153–1187                                            | figlio di Volodymyrko Volodarovič                                                                |
| Oleg Jaroslavič                                      | 1187                                                 | figlio di Jaroslav Osmomysl                                                                      |
| Vladimiro II Jaroslavič                              | 1187–1188                                            | figlio di Jaroslav Osmomysl                                                                      |
| Romano Mstislavič                                    | 1188–1189                                            | Principe di Volinia                                                                              |
| Vladimiro II Jaroslavič                              | 1189–1199                                            | figlio di Jaroslav Osmomysl, seconda volta                                                       |
| Romano Mstislavič                                    | 1199–1205                                            | seconda volta                                                                                    |
| Danilo di Galizia                                    | 1205–1206                                            | figlio di Roman Mstislavič                                                                       |
| Vladimiro III Igorevič                               | 1206–1208                                            | del ramo di Černihiv della dinastia rjurikide                                                    |
| Romano II Igorevič                                   | 1208–1209                                            | fratello di Volodymyr Igorevič                                                                   |
| Rostislav II di Kiev                                 | 1210                                                 | figlio di Rurik Rostislavič di Kiev                                                              |
| Romano II Igorevič                                   | 1210                                                 | seconda volta                                                                                    |
| Vladimiro III Igorevič                               | 1210–1211                                            | seconda volta                                                                                    |
| Danilo di Galizia                                    | 1211–1212                                            | seconda volta                                                                                    |
| Mstislav di Peresopnijtsia                           | 1212–1213                                            | del ramo voliniano della dinastia rjurikide                                                      |
| Volodijslav Kormil'chič                              | 1213–1214                                            | boiardo della Galizia                                                                            |
| Colomanno d'Ungheria                                 | 1214–1219                                            | figlio di Andrea II d'Ungheria                                                                   |
| Mstislav Mstislavič                                  | 1219                                                 | del ramo di Kiev della dinastia rjurikide, nipote di Jaroslav Osmomysl (per parte di madre)      |
| Colomanno d'Ungheria                                 | 1219–1221?                                           | seconda volta                                                                                    |
| Mstislav Mstislavič                                  | 1221?-1228                                           | seconda volta                                                                                    |
| Andrea d'Ungheria                                    | 1228–1230                                            | figlio di Andrea II d'Ungheria                                                                   |
| Danilo di Galizia                                    | 1230–1232                                            | terza volta                                                                                      |
| Andrea d'Ungheria                                    | 1232–1233                                            | seconda volta                                                                                    |
| Danilo di Galizia                                    | 1233–1235                                            | quarta volta                                                                                     |
| Michele I                                            | 1235–1236                                            | del ramo di Černihiv della dinastia rjurikide                                                    |
| Rostislav Michajlovič                                | 1236–1238                                            | figlio di Michele I, del ramo di Černihiv della dinastia rjurikide                               |
| Danilo di Galizia                                    | 1238–1264                                            | quinta volta                                                                                     |
| Šbarn Danilovič                                      | 1264–1269                                            | figlio di Danilo, titolo condiviso con suo fratello Lev I di Galizia                             |
| Leone I di Galizia                                   | 1264–1301?                                           | figlio di Danilo                                                                                 |
| Jurij I di Galizia                                   | 1301?-1308?                                          | figlio di Leone I                                                                                |
| Leone II di Galizia                                  | 1308–1323                                            | figlio di Jurij I                                                                                |
| Volodymyr Lvovič                                     | 1323–1325                                            | figlio di Leone II                                                                               |
| Jurij II di Galizia                                  | 1325–1340                                            | imparentato con i principi di Masovia, nipote di Jurij I                                         |
| Liubartas                                            | 1340–1349                                            | principe lituano                                                                                 |